# Malosenjärvi
Malosenjärvi är en sjö i kommunen Puumala i landskapet Södra Savolax i Finland. Sjön ligger 75,9 meter över havet. Arean är 1,35 kvadratkilometer och strandlinjen är 13,11 kilometer lång. Sjön  ingår i Vuoksens huvudavrinningsområde.   Den ligger omkring 54 kilometer öster om S:t Michel och omkring 230 kilometer nordöst om Helsingfors. 
I sjön finns ön Poltettusaari. 